# Toronto Raptors
I Toronto Raptors sono una delle trenta squadre di pallacanestro che militano nel massimo campionato professionistico statunitense e canadese, la National Basketball Association.
I Raptors sono una delle franchigie più giovani della Nba, nati a Toronto, nell'Ontario, nel 1995 nell'ambito di un allargamento della lega nel mercato canadese che vide anche la creazione degli allora Vancouver Grizzlies, poi trasferiti a Memphis già pochi anni dopo. Sono al momento l'unica franchigia NBA canadese. 
Come colori sociali, se nei primi anni di vita la squadra giocava principalmente con il viola e usando il rosso in tono secondario, nel corso del tempo la tonalità principale si è spostata sul rosso con inserti neri, bianchi e viola. Anche il logo ha subito una variazione, dato che nei primi anni veniva utilizzata l'immagine di un velociraptor, cambiato nel tempo con un pallone di basket graffiato dagli artigli di un velociraptor. Il nome Raptors fu scelto in omaggio alla pellicola sui dinosauri Jurassic Park, che un paio di anni prima aveva imperversato nelle sale cinematografiche di tutto il mondo. I Raptors giocano le loro partite interne dal 1999 nella Scotiabank Arena, dopo aver giocato in precedenza allo SkyDome dal 1995 al 1999.
In 29 stagioni giocate in Nba, dal 1995 al 2024, i Raptors hanno raggiunto i playoff in 13 occasioni, vincendo il titolo nella stagione 2018-19; prima franchigia non statunitense a vincere l'Nba.
La squadra, soprattutto nella prima fase della sua giovane storia, ha adottato una linea di mercato internazionale investendo su giocatori non statunitensi e in particolar modo europei. I Raptors sono inoltre stati i primi a far debuttare un giocatore italiano in NBA, ovvero Vincenzo Esposito nel 1995. Anche gli italiani Andrea Bargnani e Marco Belinelli hanno vestito la canotta di Toronto. Negli ultimi dieci anni la franchigia ha iniziato a puntare principalmente su giocatori statunitensi, mantenendo comunque un minimo di presenza di giocatori europei nel roster.

## Storia della franchigia

### 1995-1998: La nascita dei Raptors e i primi anni
Dopo 50 anni dall'estinzione della prima squadra di Toronto, i Toronto Huskies debuttanti nella BAA 1946 e scioltasi a fine stagione, la Nba decide di puntare al mercato canadese allargando a due squadre create da zero: una per l'Est che avrebbe giocato in Eastern Conference, i Toronto Raptors, l'altra per l'Ovest e la Western Conference, i Vancouver Grizzlies.

Stemma della squadra utilizzato sino alla stagione 2014/15

Toronto Raptors deve il suo nome alla scelta dei fans in un periodo in cui era molto famosa la pellicola di Jurassic Park, su cui viene pensato il logo anche del velociraptor. A livello di accoglienza, la franchigia viene accolta subito bene dal pubblico canadese, che già nelle prime partite garantisce un'ottima presenza nello SkyDome, a differenza dei Grizzlies in cui invece il pubblico fa maggiormente fatica ad appassionarsi alla squadra locale.
I Raptors iniziano la propria storia sportiva nella stagione 1995-96. In quella prima stagione arriva dal draft Damon Stoudamire che si rivela eccelso giocatore vincendo anche il titolo di matricola dell'anno. I primi anni nel campionato sono però un disastro, con i Raptors che collezionano strisce negative impressionanti, in particolare nella stagione 1997-98 con appena 16 vittorie a fronte di 66 sconfitte. Giocatori chiave di queste prime stagioni sono, oltre a Stoudamire, anche Doug Christie e i giovani Marcus Camby, Chauncey Billups e Tracy McGrady.

### 1998-2004: Era Vince Carter

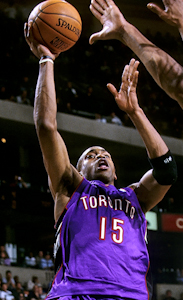
Vince Carter

Nel 1998 la prima scelta ai draft dei Toronto Raptors segna decisamente una svolta nella storia della giovane franchigia, con l'arrivo in Canada della guardia Vince Carter, che si rivela subito un eccezionale atleta, giocatore e tra le stelle emergenti della NBA.
I primi risultati sul parquet iniziano a vedersi un anno dopo l'arrivo di Carter, con i primi playoff nella storia della franchigia conquistati nella stagione 1999-2000. I Raptors di Vince Carter, Muggsy Bogues, Tracy McGrady e Charles Oakley vengono però eliminati al primo turno dai favoriti New York Knicks della stella Patrick Ewing.
I progressivi miglioramenti della squadra e la crescita della fama di Vince Carter, che nel frattempo si impone all'attenzione anche per le sue gesta atletiche spettacolari sotto canestro, soprattutto in fatto di schiacciate, attraggono molti fans intorno alla squadra, molti dei quali non erano mai stati appassionati di basket fino a quel momento, soprattutto canadesi.
L'anno successivo le cose vanno ancora meglio per i ragazzi di coach Lenny Wilkens. Conquistati senza problemi i playoff, sconfiggono al primo turno i New York Knicks per poi uscire in semifinale di conference contro i Philadelphia 76ers di Allen Iverson, giocando la loro migliore serie nei playoff fino ad allora. Nella stagione 2001-02, in cui diventano l'unica squadra canadese della Nba a seguito del trasferimento dei Grizzlies a Memphis, conquistano l'accesso ai play-off per il terzo anno consecutivo ma sono sconfitti al primo turno dai Detroit Pistons. 
Nonostante un Carter sempre in grande spolvero, nelle due stagioni seguenti si registra un passo indietro nei risultati, con il cammino dei Raptors che si ferma alla regular season. Nel draft 2003 viene selezionato nel frattempo l'ala Chris Bosh, individuato come il giocatore su cui costruire il futuro della franchigia. Nel 2004 la stella della squadra, Vince Carter, viene ceduto ai New Jersey Nets, avviando di fatto una fase di ricostruzione per la franchigia con nuovi e giovani giocatori, a partire proprio da Chris Bosh.

### 2004-2010: Era Chris Bosh

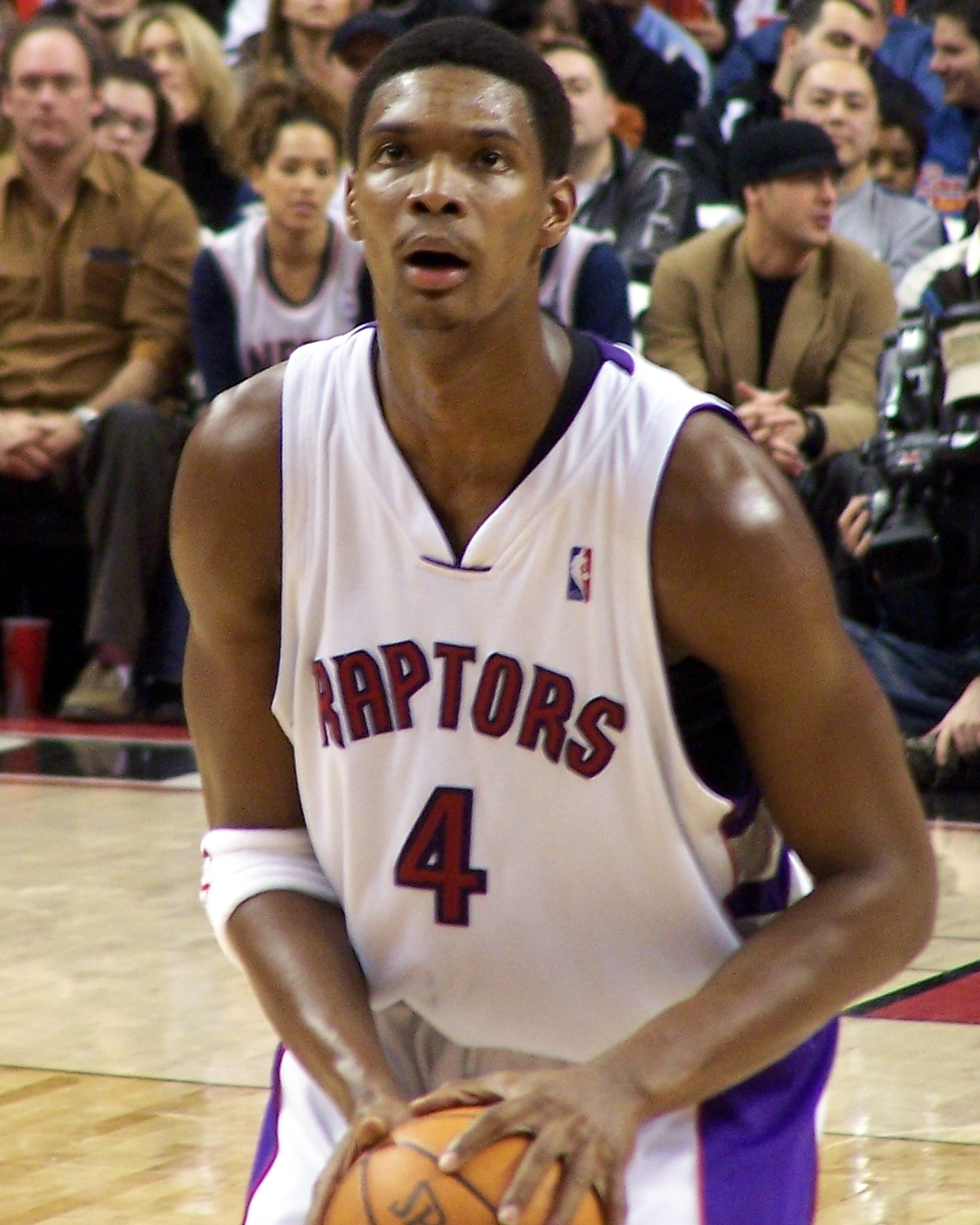
Chris Bosh

Il nuovo corso Raptors, su cui siede adesso in panchina Sam Mitchell, si basa oltre che sulla promessa Chris Bosh, anche su giocatori come il playmaker spagnolo Josè Calderon e il centro italiano Andrea Bargnani, scelto al draft 2006 come prima scelta assoluta e primo cestista europeo a essere riuscito in tale impresa. La società mette inoltre sotto contratto altri giocatori provenienti dall'Europa, come l'ala spagnola Jorge Garbajosa e la guardia Anthony Parker.

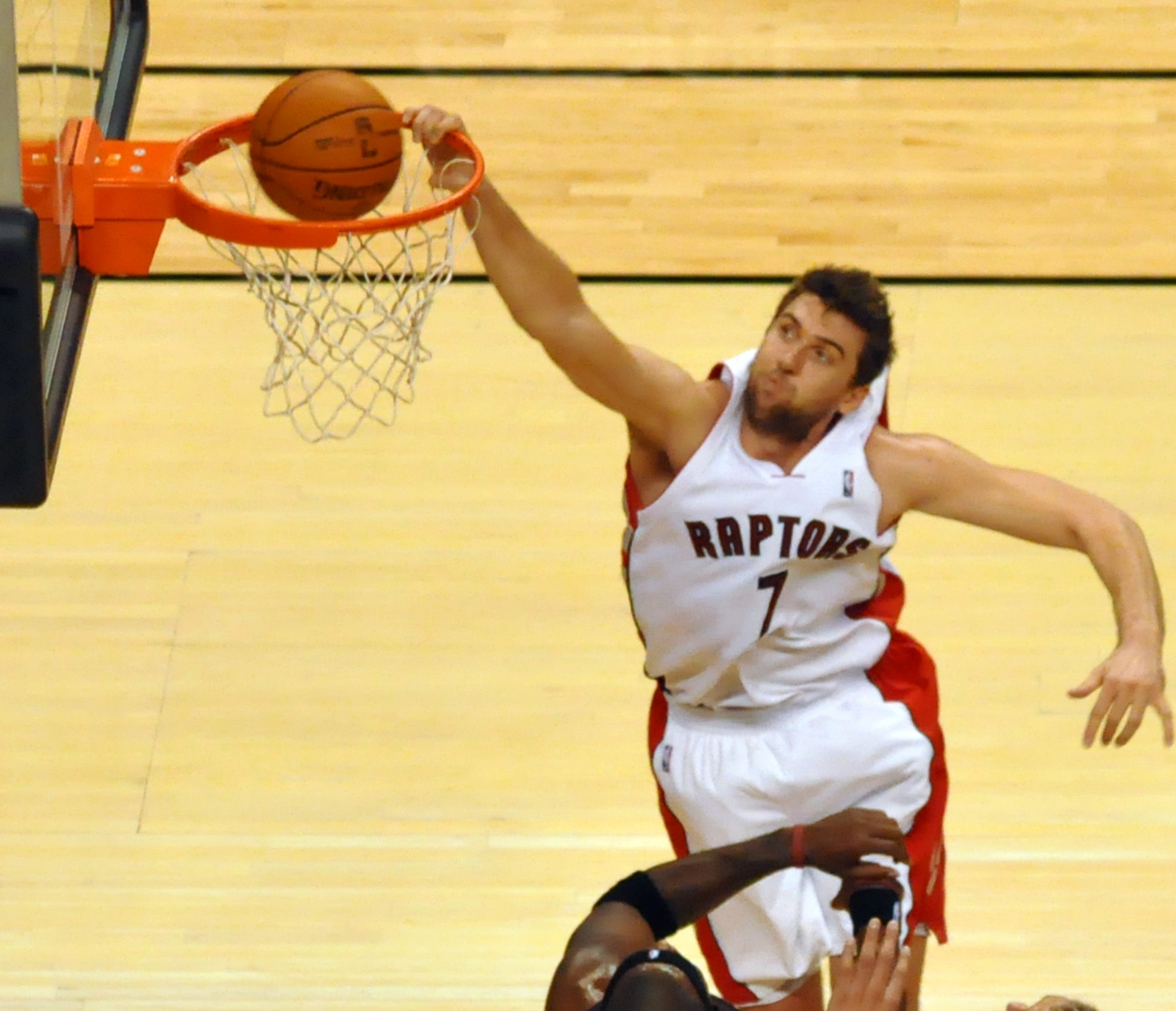
Andrea Bargnani, scelto alla prima chiamata al Draft NBA 2006.

Dopo un paio di stagioni anonime, i frutti della nuova gestione si fanno vedere nella stagione 2006-07 con i Raptors che ritrovano i play-off dopo cinque anni di assenza e venendo però eliminati subito al primo turno dai New Jersey Nets del grande ex Vince Carter. Il 14 maggio 2007, come omaggio al grande lavoro svolto per la squadra, il General Manager Bryan Colangelo viene premiato come NBA Executive of the Year Award della stagione 2006-07.

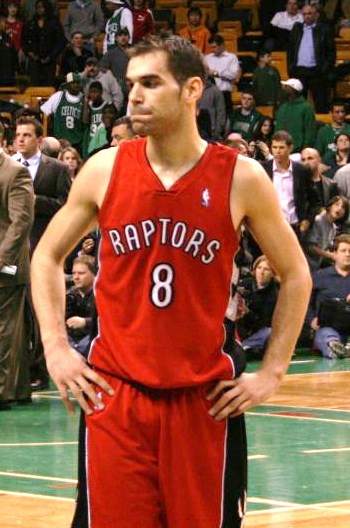
José Calderón

La stagione successiva si apre con l'arrivo di pedine importanti come Carlos Delfino dai Detroit Pistons. I Raptors raggiungono nuovamente i playoff, uscendo anche in questo caso al primo turno per mano questa volta degli Orlando Magic di Dwight Howard. Il percorso di crescita avviato pochi anni prima si interrompe però nuovamente, con i Raptors che, per le cinque stagioni successive, non riusciranno più ad accedere ai playoff.
Nelle stagioni seguenti, dal 2008 in avanti, il roster subisce numerose modifiche tra arrivi al draft e scambi di giocatori, ma con risultati che stentano nuovamente ad arrivare. A fine 2008 Sam Mitchell viene rimosso dall'incarico di head coach e sostituito dal vice Jay Triano. Nonostante il cambio alla guida le prestazioni però non migliorano, così il Gm Bryan Colangelo tenta di risollevare le sorti della squadra con nuovi scambi, tra cui una nuova trade che vede in partenza dopo pochi mesi dal suo arrivo Jermaine O'Neal che, insieme a Jamario Moon, approda ai Miami Heat in cambio di Marcus Banks e Shawn Marion. L'ennesima rivoluzione della squadra, in cui vengono confermati solo Andrea Bargnani, José Calderón e Chris Bosh, vede l'arrivo dal Draft 2009 del promettente DeMar DeRozan. I Raptors inoltre riescono ad accaparrarsi le prestazioni del free agent Hidayet Türkoğlu protagonista di una grande stagione con gli Orlando Magic. In uscita lo svincolato Anthony Parker decide di lasciare Toronto per approdare ai Cleveland Cavaliers. Tra gli arrivi anche la guardia dei Golden State Warriors, Marco Belinelli, segue le sorti del compagno di nazionale Bargnani, con cui forma il primo duo di giocatori italiani in NBA.
Nel 2009-10 i Raptors introducono una maglia speciale per ricordare i pionieri Toronto Huskies. La divisa storica, dai colori bianco-blu, viene usata in sei incontri casalinghi della stagione, per poi essere adoperata come maglia di riserva. Le aspettative sulla squadra canadese sono piuttosto alte ma, dopo un buon inizio, arriva un crollo nella parte finale della stagione che comporta l'ennesima mancata qualificazione ai playoff. Nel 2010 termina inoltre l'era Chris Bosh, che decide di non rinnovare il contratto con i Raptors e trasferirsi ai Miami Heat per andare a comporre con Dwayne Wade e LeBron James i 'Big Three' della lega.

### 2010-2013: La ricostruzione
Per ricostruire la squadra, che ora il manager Bryan Colangelo punta a creare intorno a DeMar DeRozan, vengono effettuate numerose operazioni di mercato, a partire dalla cessione della grande delusione della passata stagione: il turco Hidayet Türkoğlu, che si accasa a Phoenix. Viene ceduto anche Marco Belinelli ai New Orleans Hornets in cambio di Julian Wright. Toronto imbottisce ancora di più la già folta presenza di giocatori internazionali nel roster acquistando il centro australiano David Andersen, il lituano Linas Kleiza e il serbo Predrag Stojaković. Tuttavia dopo soli 2 mesi Stojaković viene ceduto ai Dallas Mavericks in cambio di Alexis Ajinça.

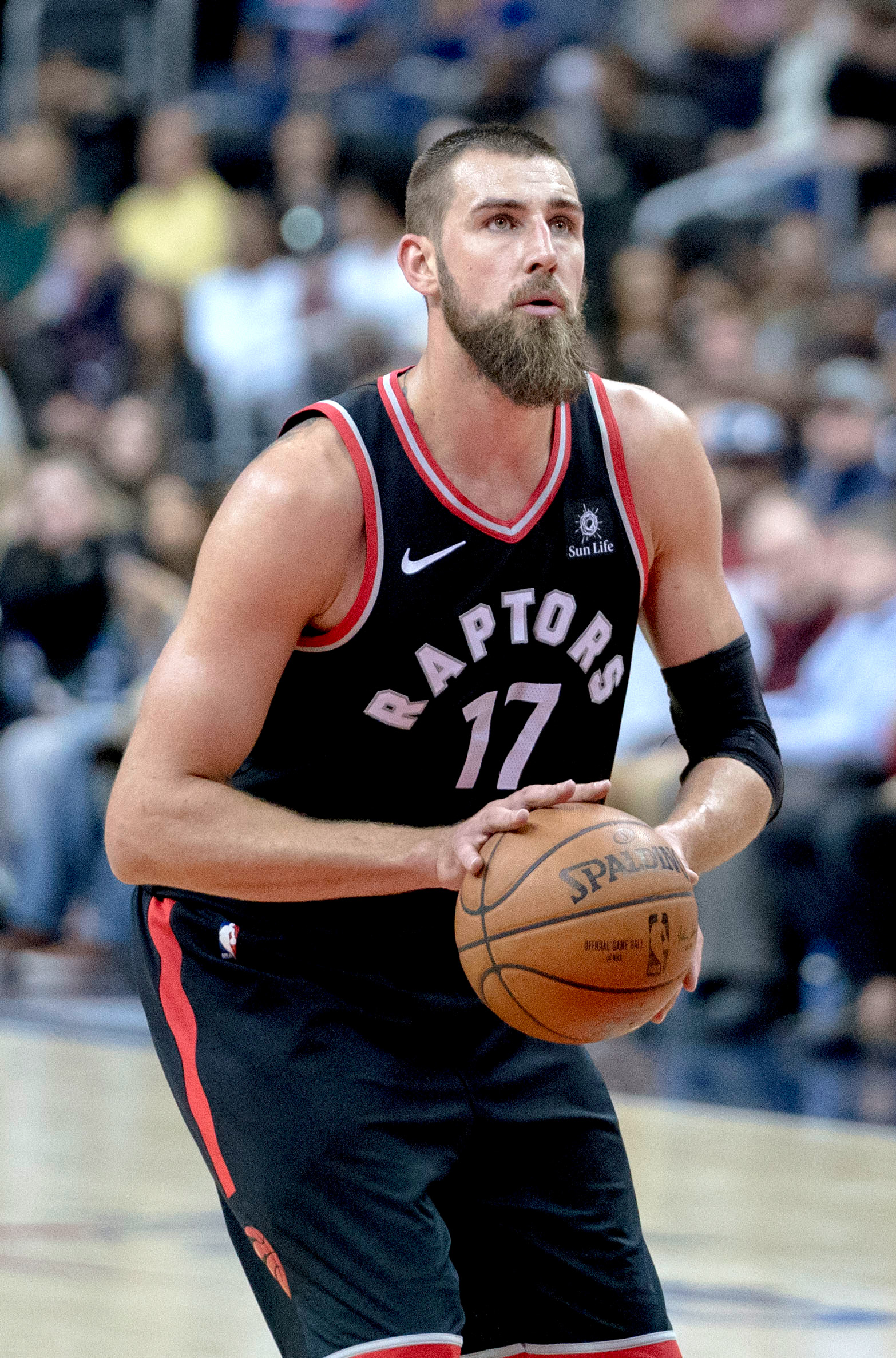
Jonas Valančiūnas

Per il 2011-12 nuovo allenatore diventa Dwane Casey e al Draft 2011 viene scelto il centro lituano Jonas Valančiūnas. Viene riconfermato il blocco di giovani delle precedenti stagioni guidato da Andrea Bargnani e DeMar DeRozan e vengono aggiunti dal mercato dei free-agent giocatori esperti. L'annata si rivela comunque deludente, condizionata da diversi infortuni al polpaccio di Bargnani.
Per il 2012-13 i Raptors tentano l'ingaggio di Steve Nash che accetta a sorpresa l'offerta dei Los Angeles Lakers, decidendo alla fine di puntare per il ruolo di playmaker su Kyle Lowry che, nelle intenzioni, rappresenta l'ossatura futura della squadra insieme a DeMar DeRozan. Nonostante la squadra non riesca ancora una volta a qualificarsi ai play-off, chiudendo con un bilancio di 34-48, è la prima stagione dal 2009 in cui i Raptors chiudono con un bilancio vincente nelle partite in casa. Si tratta dei primissimi risultati visibili di quello che a breve diventerà per adesso il ciclo più vincente della franchigia, con ben sette apparizioni consecutive ai playoff dalla stagione 2013-14 alla stagione 2019-2020.

### 2013-2018: Era Lowry-DeRozan
Nell'estate 2013 il nuovo presidente del Maple Leaf Sports & Entertainment, Tim Leiweke, decide per un cambio di rotta sostituendo il GM Bryan Colangelo con Masai Ujiri. Tra le prime mosse ci sono le cessioni di Andrea Bargnani e Rudy Gay. Con un record di 48-34 i Raptors tornano così ai play-off dopo 6 stagioni. Tuttavia vengono sorprendentemente eliminati per al primo turno dai Brooklyn Nets di Deron Williams, Paul Pierce e Kevin Garnett. Segue un'altra eliminazione al primo turno la stagione seguente per mano dei Washington Wizards con un perentorio 4-0.

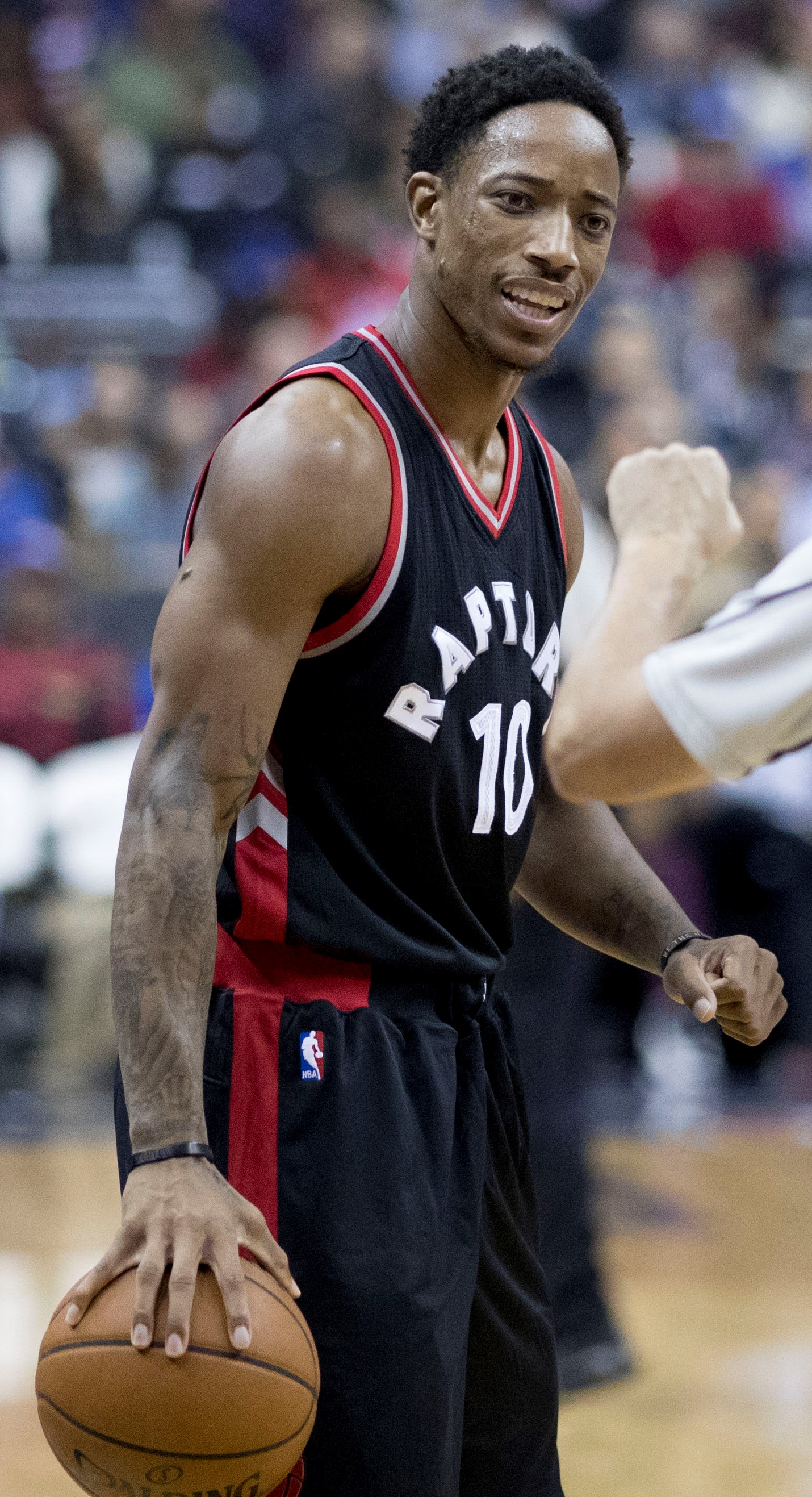
DeMar DeRozan

Nella stagione 2015-16 per la prima volta nella loro storia i Raptors, dopo aver superato Indiana Pacers e Miami Heat, accedono alle finali di conference, uscendo sconfitti contro i Cleveland Cavaliers futuri campioni NBA.

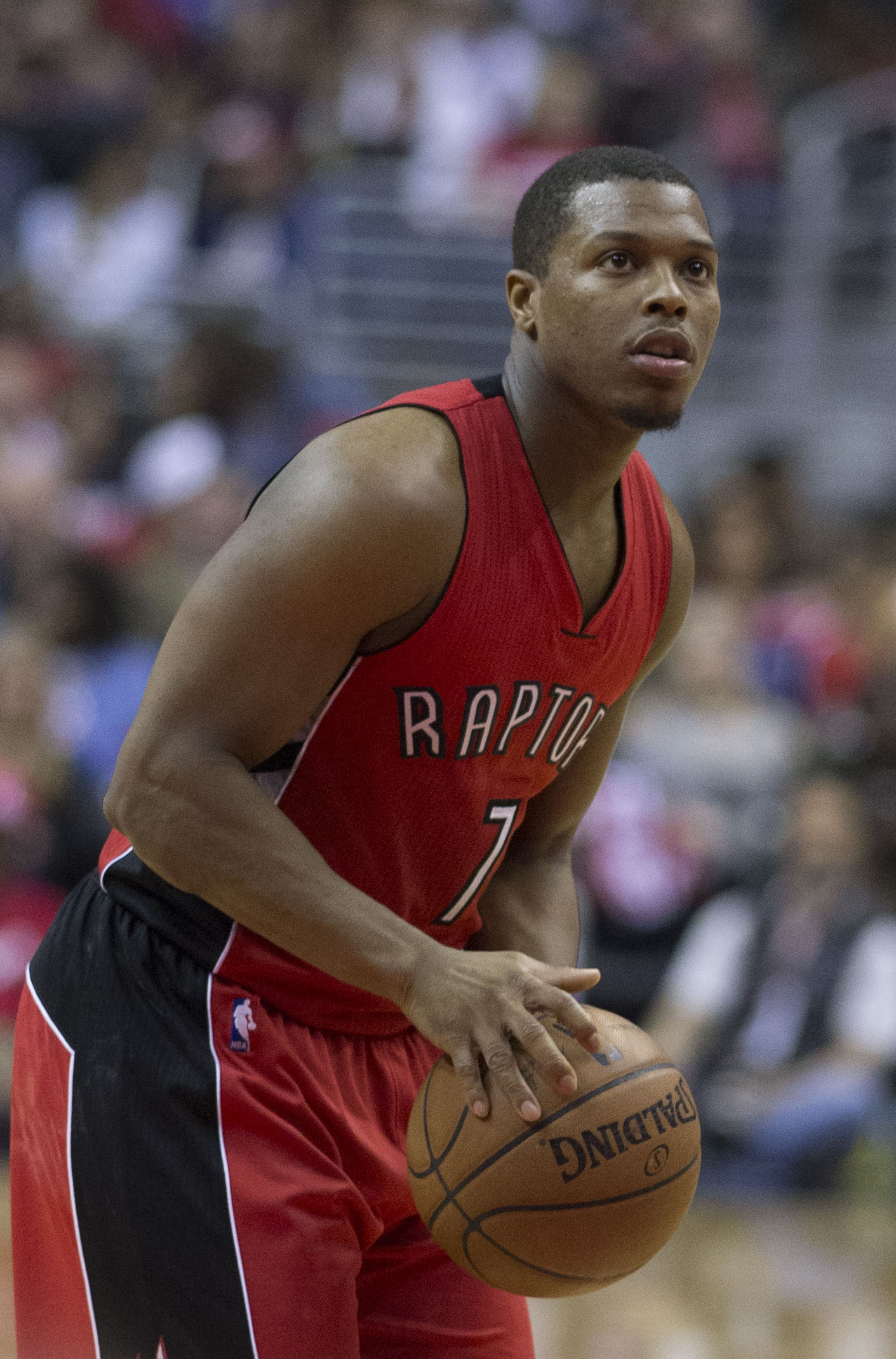
Kyle Lowry

Dalla stagione 2016-17 arriva il lungo Serge Ibaka mentre DeMar DeRozan, la stella più pagata dei Toronto Raptors, nonché il secondo più pagato dalla NBA, eguaglia il record di Michael Jordan mettendo a referto almeno 30 punti nelle prime 5 gare di regular season. Il 9 aprile 2017, con i 35 punti messi a segno contro i Knicks, diventa il secondo Raptors nella storia dopo Vince Carter a segnare almeno 2000 punti in stagione. Il cammino nei playoff, dopo aver eliminato al primo turno i Milwaukee Bucks, si interrompe in semifinale contro i Cleveland Cavaliers di LeBron James campioni in carica.
L'anno successivo, dopo aver vinto la regular season con il nuovo record di franchigia a 59 vittorie, qualificandosi per i playoff già alla sessantaquattresima partita, i Raptors raggiungono nuovamente le semifinali ad Est, eliminando al primo turno i Washington Wizards e poi venendo eliminati ancora una volta dai Cavaliers, con un'altra grande prestazione nella serie di LeBron James che si conferma nuovamente autentica bestia nera per i Raptors, diventati però ormai un'autentica contender per il titolo tra le squadre ad Est.
Nonostante gli ottimi risultati ottenuti è però l'ennesima uscita ai playoff e il mancato accesso alle prime finali Nba, a portare al licenziamento a malincuore di coach Dwane Casey, che lo stesso anno, ironia della sorte, era stato nominato Coach of the Year. La dirigenza dei Raptors decide di promuovere a capo allenatore Nick Nurse.

### 2018-2020: Addio di DeRozan, l'arrivo di Kawhi Leonard e il titolo NBA

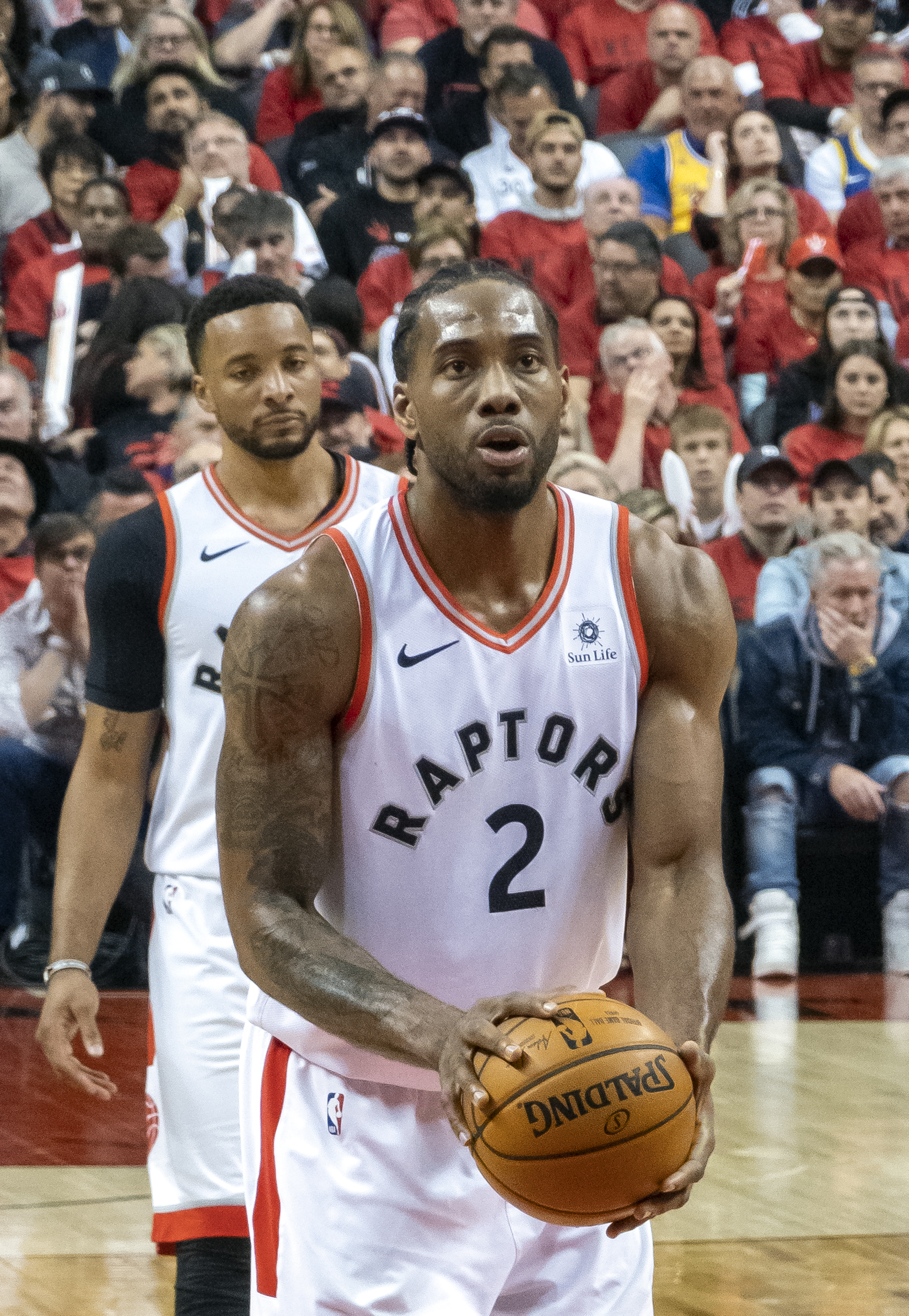
Kawhi Leonard, trascinatore della squadra al primo titolo della franchigia

Il 14 luglio 2018 DeMar DeRozan viene ceduto ai San Antonio Spurs in cambio di Kawhi Leonard e Danny Green. A metà della stagione 2018-19 la dirigenza, che grazie anche alle ottime prestazioni sino a quel momento fatte dalla squadra, con Kyle Lowry e Kawhi Leonard, capisce che potrebbe essere l'anno buono per il titolo e decide di puntellare ulteriormente il roster. A febbraio arriva il centro Marc Gasol in una trade in cui il lituano Jonas Valanciunas fa il percorso inverso, in direzione Memphis Grizzlies. La squadra è un rullo compressore e ai playoff elimina Orlando Magic, Philadelphia 76ers e in finale ad Est i Milwaukee Bucks. Avversari delle NBA Finals sono i temibili Golden State Warriors di Steph Curry, Draymond Green, Klay Thompson e Kevin Durant. Il 13 giugno 2019 in Gara 6 i Raptors concludono la serie sul 4-2 e si aggiudicano il primo titolo NBA. Kawhi Leonard viene premiato MVP delle NBA Finals.
La possibilità di aprire un ciclo viene però meno già poche settimane dopo la vittoria dell'anello, con la notizia che la stella Kawhi Leonard passa da free agent ai Los Angeles Clippers, oltre a Danny Green passato ai Los Angeles Lakers. L'ossatura della squadra è comunque ottima con Kyle Lowry, Fred VanVleet, Serge Ibaka e Marc Gasol, che garantisce ai Raptors l'ennesimo accesso, il settimo consecutivo, ai playoffs, in cui eliminano agevolmente i Brooklyn Nets al primo turno, per poi uscire per mano dei Boston Celtics.

### 2020-2025: Nuova ricostruzione
Nel 2020 con la partenza degli spagnoli Ibaka e Gasol, della vecchia guardia rimangono Kyle Lowry e Fred VanVleet. In Canada arrivano tra gli altri OG Anunoby e Pascal Siakam, ma la stagione si ferma alla regular season. Nel 2021-22 nonostante la partenza della bandiera Lowry, con la costruzione del gioco affidata definitivamente a VanVleet, i Raptors tornano a disputare i playoff dopo una sola stagione, uscendo al primo turno contro i Philadelphia 76ers di Joel Embid.
L'anno successivo c'è una nuova eliminazione in regular season che costa la panchina al coach del titolo del 2019 Nick Nurse. Al suo posto dal 2023-24 arriva coach Darko Rajakovic. La dirigenza dei Raptors decide di puntare a una nuova ricostruzione su prospetti giovani con cui provare a riaprire un ciclo. Ceduto anche VanVleet oltre agli ultimi giocatori del titolo rimasti nel roster, OG Anunoby e Pascal Siakam, il nuovo corso dei canadesi riparte da giovani giocatori come Scottie Barnes, RJ Barrett e la scelta del draft 2023 Gradey Dick.
Durante la stagione 2024-25 avviene un fatto storico per la franchigia. Il 2 novembre 2024 i Raptors ritirano la prima maglia della loro storia. La cerimonia vede grande protagonista Vince Carter, la prima stella della franchigia, il cui numero 15 è stato appeso, dopo una toccante cerimonia, sul soffitto della ScotiaBank Arena.

## Arene di gioco
- SkyDome (1995–1999)
- Occasionalmente (1995–1999):
  - Maple Leaf Gardens
  - Copps Coliseum
- Air Canada Centre (1999–2018)
- ScotiaBank Arena (2018-Attuale)

## Squadra attuale
| \| Pos. \| Num. \| Naz. \| Nome \| Altezza \| Peso \| Data nascita \| Provenienza \| \| ---- \| ---- \| ---- \| --------------------- \| ------- \| ------ \| ------------ \| ------------------ \| \| G \| 0 \| \| Lawson, A.J. \| 198 cm \| 91 kg \| 15-07-2000 \| South Carolina \| \| AP \| 1 \| \| Dick, Gradey \| 203 cm \| 93 kg \| 20-11-2003 \| Kansas \| \| AP \| 2 \| \| Mogbo, Jonathan \| 203 cm \| 102 kg \| 29-10-2001 \| San Francisco \| \| AP \| 3 \| \| Ingram, Brandon \| 203 cm \| 86 kg \| 02-09-1997 \| Duke \| \| AP \| 4 \| \| Barnes, Scottie \| 201 cm \| 102 kg \| 01-08-2001 \| Florida State \| \| P \| 5 \| \| Quickley, Immanuel \| 188 cm \| 86 kg \| 17-06-1999 \| Kentucky \| \| AP \| 9 \| \| Barrett, R.J. \| 198 cm \| 97 kg \| 14-06-2000 \| Duke \| \| G \| 14 \| \| Walter, Ja'Kobe \| 196 cm \| 88 kg \| 04-09-2004 \| Baylor \| \| AP \| 17 \| \| Temple, Garrett \| 196 cm \| 88 kg \| 08-05-1986 \| LSU \| \| C \| 19 \| \| Pöltl, Jakob \| 213 cm \| 104 kg \| 15-10-1995 \| Utah \| \| C \| 21 \| \| Robinson, Orlando \| 213 cm \| 111 kg \| 10-07-2000 \| Fresno State \| \| AG \| 22 \| \| Chomche, Ulrich \| 211 cm \| 105 kg \| 30-12-2005 \| NBA Academy Africa \| \| P \| 23 \| \| Shead, Jamal \| 185 cm \| 91 kg \| 24-07-2002 \| Houston \| \| G \| 27 \| \| Rhoden, Jared \| 198 cm \| 95 kg \| 27-08-1999 \| Seton Hall \| \| G \| 30 \| \| Agbaji, Ochai \| 196 cm \| 98 kg \| 20-04-2000 \| Georgetown \| \| AP \| 77 \| \| Battle, Jamison \| 201 cm \| 100 kg \| 10-05-2001 \| Ohio State \| \| AG \| \| \| Murray-Boyles, Collin \| 201 cm \| 112 kg \| 10-06-2005 \| South Carolina \| \| G \| \| \| Martin, Alijah \| 188 cm \| 95 kg \| 26-12-2001 \| Florida \| | Allenatore - Darko Rajakovic Assistente/i - Ivo Simovic - James Wade - Pat Delany - Jim Sann - Vin Bhavnani - Michael Batiste - Eric Khoury - Mery Andrade - Jama Mahlalela Legenda - (C) Capitano - (FA) Free agent - (S) Sospeso - (TW) Contratto Two-way - (GL) Assegnato a squadra G League affiliata - Infortunato Roster • Transazioni · Ultima transazione: 27 giugno 2025 |                        |                       |         |        |              |                    |
| Pos. | Num. | Naz.                   | Nome                  | Altezza | Peso   | Data nascita | Provenienza        |
| G | 0 | Canada (bandiera)      | Lawson, A.J.          | 198 cm  | 91 kg  | 15-07-2000   | South Carolina     |
| AP | 1 | Stati Uniti (bandiera) | Dick, Gradey          | 203 cm  | 93 kg  | 20-11-2003   | Kansas             |
| AP | 2 | Stati Uniti (bandiera) | Mogbo, Jonathan       | 203 cm  | 102 kg | 29-10-2001   | San Francisco      |
| AP | 3 | Stati Uniti (bandiera) | Ingram, Brandon       | 203 cm  | 86 kg  | 02-09-1997   | Duke               |
| AP | 4 | Stati Uniti (bandiera) | Barnes, Scottie       | 201 cm  | 102 kg | 01-08-2001   | Florida State      |
| P | 5 | Stati Uniti (bandiera) | Quickley, Immanuel    | 188 cm  | 86 kg  | 17-06-1999   | Kentucky           |
| AP | 9 | Canada (bandiera)      | Barrett, R.J.         | 198 cm  | 97 kg  | 14-06-2000   | Duke               |
| G | 14 | Stati Uniti (bandiera) | Walter, Ja'Kobe       | 196 cm  | 88 kg  | 04-09-2004   | Baylor             |
| AP | 17 | Stati Uniti (bandiera) | Temple, Garrett       | 196 cm  | 88 kg  | 08-05-1986   | LSU                |
| C | 19 | Austria (bandiera)     | Pöltl, Jakob          | 213 cm  | 104 kg | 15-10-1995   | Utah               |
| C | 21 | Stati Uniti (bandiera) | Robinson, Orlando     | 213 cm  | 111 kg | 10-07-2000   | Fresno State       |
| AG | 22 | Camerun (bandiera)     | Chomche, Ulrich       | 211 cm  | 105 kg | 30-12-2005   | NBA Academy Africa |
| P | 23 | Stati Uniti (bandiera) | Shead, Jamal          | 185 cm  | 91 kg  | 24-07-2002   | Houston            |
| G | 27 | Stati Uniti (bandiera) | Rhoden, Jared         | 198 cm  | 95 kg  | 27-08-1999   | Seton Hall         |
| G | 30 | Stati Uniti (bandiera) | Agbaji, Ochai         | 196 cm  | 98 kg  | 20-04-2000   | Georgetown         |
| AP | 77 | Stati Uniti (bandiera) | Battle, Jamison       | 201 cm  | 100 kg | 10-05-2001   | Ohio State         |
| AG | | Stati Uniti (bandiera) | Murray-Boyles, Collin | 201 cm  | 112 kg | 10-06-2005   | South Carolina     |
| G | | Stati Uniti (bandiera) | Martin, Alijah        | 188 cm  | 95 kg  | 26-12-2001   | Florida            |

## Record stagione per stagione
| Campione NBA | Campione di Conference | Campione di Division |

| Stagione        | V    | P    | %    | Playoff | Risultati                                                                                       |
| --------------- | ---- | ---- | ---- | --- | ----------------------------------------------------------------------------------------------- |
| Toronto Raptors |      |      |      | |                                                                                                 |
| 1995-96         | 21   | 61   | 25,6 | |                                                                                                 |
| 1996-97         | 30   | 52   | 36,6 | |                                                                                                 |
| 1997-98         | 16   | 66   | 19,5 | |                                                                                                 |
| 1998-99         | 23   | 27   | 46,0 | |                                                                                                 |
| 1999-00         | 45   | 37   | 54,9 | Perdono al Primo Turno                                                                                     | New York 3, Toronto 0                                                                           |
| 2000-01         | 47   | 35   | 57,3 | Vincono il Primo Turno Perdono le Semifinali di Conference                                                 | Toronto 3, New York 2 Philadelphia 4, Toronto 3                                                 |
| 2001-02         | 42   | 40   | 51,2 | Perdono al Primo Turno                                                                                     | Detroit 3, Toronto 2                                                                            |
| 2002-03         | 24   | 58   | 29,3 | |                                                                                                 |
| 2003-04         | 33   | 49   | 40,2 | |                                                                                                 |
| 2004-05         | 33   | 49   | 40,2 | |                                                                                                 |
| 2005-06         | 27   | 55   | 31,3 | |                                                                                                 |
| 2006-07         | 47   | 35   | 57,3 | Perdono al Primo Turno                                                                                     | New Jersey 4, Toronto 2                                                                         |
| 2007-08         | 41   | 41   | 50,0 | Perdono al Primo Turno                                                                                     | Orlando 4, Toronto 1                                                                            |
| 2008-09         | 33   | 49   | 40,2 | |                                                                                                 |
| 2009-10         | 40   | 42   | 48,8 | |                                                                                                 |
| 2010-11         | 22   | 60   | 26,8 | |                                                                                                 |
| 2011-12         | 23   | 43   | 34,8 | |                                                                                                 |
| 2012-13         | 34   | 48   | 41,5 | |                                                                                                 |
| 2013-14         | 48   | 34   | 58,5 | Perdono al Primo Turno                                                                                     | Brooklyn 4, Toronto 3                                                                           |
| 2014-15         | 49   | 33   | 59,8 | Perdono al Primo Turno                                                                                     | Washington 4, Toronto 0                                                                         |
| 2015-16         | 56   | 26   | 68,3 | Vincono il Primo Turno Vincono le Semifinali di Conference Perdono le Finali di Conference                 | Toronto 4, Indiana 3 Toronto 4, Miami 3 Cleveland 4, Toronto 2                                  |
| 2016-17         | 51   | 31   | 62,2 | Vincono il Primo Turno Perdono le Semifinali di Conference                                                 | Toronto 4, Milwaukee 2 Cleveland 4, Toronto 0                                                   |
| 2017-18         | 59   | 23   | 72,0 | Vincono il Primo Turno Perdono le Semifinali di Conference                                                 | Toronto 4, Washington 2 Cleveland 4, Toronto 0                                                  |
| 2018-19         | 58   | 24   | 70,7 | Vincono il Primo Round Vincono le Conference Semifinals Vincono le Conference Finals Vincono le NBA Finals | Toronto 4, Orlando 1 Toronto 4, Philadelphia 3 Toronto 4, Milwaukee 2 Toronto 4, Golden State 2 |
| 2019-20         | 53   | 19   | 73,6 | Vincono il Primo Round Perdono le Semifinali di Conference                                                 | Toronto 4, Brooklyn 0 Boston 4, Toronto 3                                                       |
| 2020-21         | 27   | 45   | 37,5 | |                                                                                                 |
| 2021-22         | 48   | 34   | 58,5 | Perdono al Primo Turno                                                                                     | Philadelphia 4, Toronto 2                                                                       |
| 2022-23         | 41   | 41   | 50,0 | Perdono il Play-in Game 9-10                                                                               | Chicago 1, Toronto 0                                                                            |
| 2023-24         | 25   | 57   | 30,5 | |                                                                                                 |
| 2024-25         | 30   | 52   | 36,6 | |                                                                                                 |
| Totale          | 1126 | 1266 | 47,1 | |                                                                                                 |
| Playoffs        | 57   | 66   | 46,3 | 1 Titolo NBA                                                                                               | 1 Titolo NBA                                                                                    |

1. 1 2  Stagione più breve a causa del lockout
2. ↑  Stagione più breve a causa del lockdown per Covid

## Membri della Basketball Hall of Fame
| Membri Toronto Raptors nella Basketball Hall of Fame | Membri Toronto Raptors nella Basketball Hall of Fame | Membri Toronto Raptors nella Basketball Hall of Fame | Membri Toronto Raptors nella Basketball Hall of Fame | Membri Toronto Raptors nella Basketball Hall of Fame |
| Giocatore                                            | Giocatore                                            | Giocatore                                            | Giocatore                                            | Giocatore                                            |
| Num.                                                 | Nome                                                 | Ruolo                                                | Stagione/i                                           | Introdotto                                           |
| ---------------------------------------------------- | ---------------------------------------------------- | ---------------------------------------------------- | ---------------------------------------------------- | ---------------------------------------------------- |
| 34                                                   | Hakeem Olajuwon                                      | C                                                    | 2001 – 2002                                          | 2008                                                 |
| 1                                                    | Tracy McGrady                                        | G/AP                                                 | 1997 – 2000                                          | 2017                                                 |
| 4                                                    | Chris Bosh                                           | AG/C                                                 | 2003 - 2010                                          | 2021                                                 |
| 15                                                   | Vince Carter                                         | G/A                                                  | 1998–2004                                            | 2024                                                 |
| 3                                                    | Chauncey Billups                                     | G                                                    | 1998                                                 | 2024                                                 |
| Allenatore                                           |                                                      |                                                      |                                                      |                                                      |
| Nome                                                 | Nome                                                 | Ruolo                                                | Stagione/i                                           | Introdotto                                           |
| Lenny Wilkens1                                       | Lenny Wilkens1                                       | Allenatore                                           | 2000 – 2003                                          | 1998                                                 |
| Gene Keady                                           | Gene Keady                                           | Assistente                                           | 2005 – 2006                                          | 2023                                                 |
| Contributore                                         |                                                      |                                                      |                                                      |                                                      |
| Nome                                                 | Nome                                                 | Ruolo                                                | Stagione/i                                           | Introdotto                                           |
| Wayne Embry                                          | Wayne Embry                                          | General manager                                      | 2006                                                 | 1999                                                 |

Note:
- 1 In totale, Wilkens è stato introdotto nella Hall of Fame per tre volte — come giocatore, allenatore e membro della Nazionale olimpica USA 1992.

### FIBA Hall of Fame
| Membri Toronto Raptors FIBA Hall of Fame | Membri Toronto Raptors FIBA Hall of Fame | Membri Toronto Raptors FIBA Hall of Fame | Membri Toronto Raptors FIBA Hall of Fame | Membri Toronto Raptors FIBA Hall of Fame |
| Giocatore                                | Giocatore                                | Giocatore                                | Giocatore                                | Giocatore                                |
| Num.                                     | Nome                                     | Ruolo                                    | Stagione/i                               | Introdotto                               |
| ---------------------------------------- | ---------------------------------------- | ---------------------------------------- | ---------------------------------------- | ---------------------------------------- |
| 34                                       | Hakeem Olajuwon                          | C                                        | 2001 – 2002                              | 2016                                     |

## Numeri ritirati
| Numeri ritirati Toronto Raptors |              |       |            |                      |
| Num.                            | Giocatore    | Ruolo | Stagione/i | Giorno ritiro maglia |
| 15                              | Vince Carter | G/AP  | 1999–2004  | 2 Novembre 2024      |

- La maglia numero 6 di Bill Russell è stata ritirata l'11 Agosto 2022 per tutte le squadre che partecipano al campionato NBA

## Allenatori
| Legenda | Legenda                                                        |
| ------- | -------------------------------------------------------------- |
| PA      | Partite allenate                                               |
| V       | Vittorie                                                       |
| S       | Sconfitte                                                      |
| V%      | Percentuale di vittorie                                        |
|         | Ha trascorso l'intera sua carriera da allenatore con i Raptors |
|         | Eletto nella Basketball Hall of Fame                           |

Note: Statistiche aggiornate a fine stagione 2023-2024.
| Toronto Raptors |                 |           |     |     |     |      |    |    |    |      |                                                      |        |
| 1               | Brendan Malone  | 1995–1996 | 82  | 21  | 61  | .256 | —  | —  | —  | —    |                                                      | [ 5 ]  |
| 2               | Darrell Walker  | 1996–1997 | 131 | 41  | 90  | .313 | —  | —  | —  | —    |                                                      | [ 6 ]  |
| 3               | Butch Carter    | 1997–2000 | 165 | 73  | 92  | .442 | 3  | 0  | 3  | .000 |                                                      | [ 7 ]  |
| 4               | Lenny Wilkens   | 2000–2003 | 246 | 113 | 133 | .459 | 17 | 8  | 9  | .471 | nella top 10 allenatori della storia NBA             | [ 9 ]  |
| 5               | Kevin O'Neill   | 2003–2004 | 82  | 33  | 49  | .402 | —  | —  | —  | —    |                                                      | [ 10 ] |
| 6               | Sam Mitchell    | 2004–2008 | 345 | 156 | 189 | .452 | 11 | 3  | 8  | .273 | 2006–07 Allenatore dell'anno NBA                     | [ 12 ] |
| 7               | Jay Triano      | 2009–2011 | 229 | 87  | 142 | .380 | —  | —  | —  |      |                                                      | [ 13 ] |
| 8               | Dwane Casey     | 2011–2018 | 558 | 320 | 238 | .573 | 51 | 21 | 30 | .412 | 2017–18 Allenatore dell'anno NBA                     | [ 14 ] |
| 9               | Nick Nurse      | 2018–2023 | 390 | 227 | 163 | .582 | 41 | 25 | 16 | .610 | 2019-20 Allenatore dell'anno NBA 1 titolo NBA (2019) | [ 15 ] |
| 10              | Darko Rajaković | 2023–     | 82  | 25  | 57  | .305 | —  | —  | —  | —    |                                                      |        |

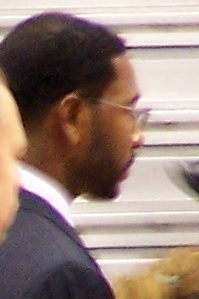
Sam Mitchell è stato l'allenatore dei Raptors dal 2004 al 2008.
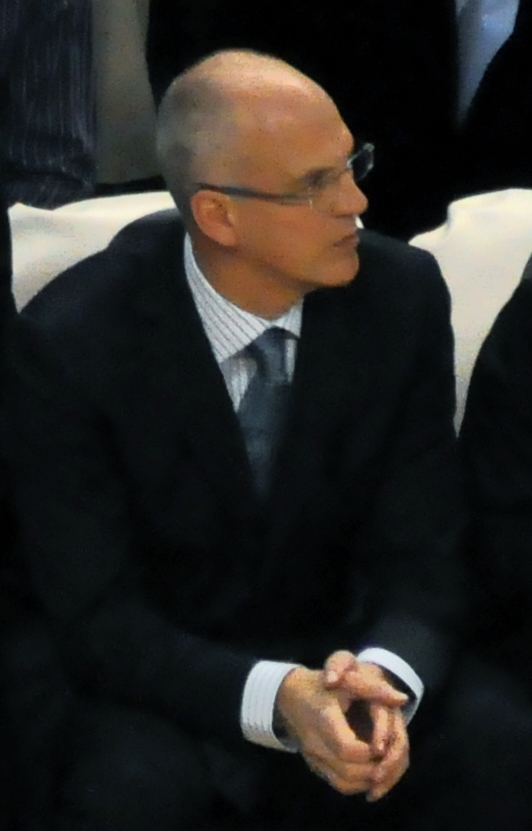
Jay Triano è stato l'allenatore dei Raptors dal 2009 al 2011.
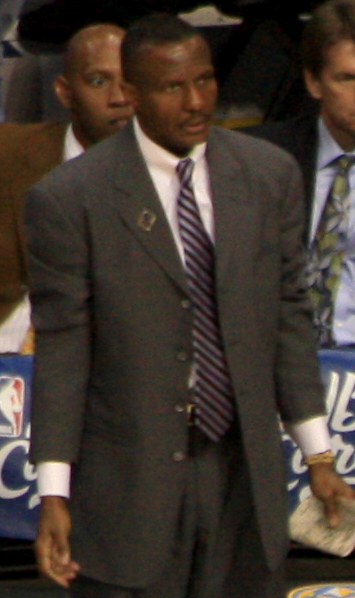
Dwane Casey è stato l'allenatore che ha allenato i Raptors per il periodo più lungo, dal 2011 al 2018.

## Palmarès
| Palmarès Toronto Raptors |        |                                                                             |
|                          | Titoli | Anni                                                                        |
| Titoli NBA               | 1      | 2019                                                                        |
| Titoli di Conference     | 1      | 2019                                                                        |
| Titoli di Division       | 7      | 2006-2007, 2013-2014, 2014-2015, 2015-2016, 2017-2018, 2018-2019, 2019-2020 |

## Premi e riconoscimenti individuali
Bill Russell NBA Finals Most Valuable Player Award
- Kawhi Leonard (2019)

NBA Rookie of the Year Award
- Damon Stoudamire (1996)
- Vince Carter (1999)
- Scottie Barnes (2022)

NBA Sixth Man of the Year Award
- Lou Williams (2015)

NBA Most Improved Player Award
- Pascal Siakam (2019)

All-NBA Second Team
- Vince Carter (2001)
- Chris Bosh (2007)
- DeMar DeRozan (2018)
- Kawhi Leonard (2019)
- Pascal Siakam (2020)

All-NBA Third Team
- Vince Carter (2000)
- Kyle Lowry (2016)
- DeMar DeRozan (2017)
- Pascal Siakam (2022)

NBA Coach of the Year Award
- Sam Mitchell (2007)
- Dwane Casey (2018)
- Nick Nurse (2020)

NBA Executive of the Year Award
- Bryan Colangelo (2007)

NBA All-Defensive Second Team
- Kawhi Leonard (2019)
- OG Anunoby (2023)

NBA All-Rookie First Team
- Damon Stoudamire (1996)
- Marcus Camby (1997)
- Vince Carter (1999)
- Morris Peterson (2001)
- Chris Bosh (2004)
- Charlie Villanueva (2006)
- Andrea Bargnani (2007)
- Jorge Garbajosa (2007)

NBA All-Rookie Second Team
- Jamario Moon (2008)
- Jonas Valančiūnas (2013)
- Terence Davis (2020)

NBA Slam Dunk Contest
- Vince Carter - 2000
- Terrence Ross - 2013

NBA Three-point Shootout
- Jason Kapono - 2008

## Leader di franchigia
Grassetto: giocatore ancora attivo ai Raptors.
Statistiche aggiornate al 2 maggio 2024.
| Punti segnati     | Punti segnati |
| Giocatore         | Punti         |
| ----------------- | ------------- |
| DeMar DeRozan     | 13.296        |
| Kyle Lowry        | 10.540        |
| Chris Bosh        | 10.275        |
| Vince Carter      | 9.420         |
| Pascal Siakam     | 8.875         |
| Andrea Bargnani   | 6.581         |
| Morris Peterson   | 6.498         |
| Fred VanVleet     | 6.090         |
| Jonas Valančiūnas | 5.524         |
| José Calderón     | 5.235         |

| Partite giocate   | Partite giocate |
| Giocatore         | Partite         |
| ----------------- | --------------- |
| DeMar DeRozan     | 675             |
| Kyle Lowry        | 601             |
| Morris Peterson   | 542             |
| José Calderón     | 525             |
| Pascal Siakam     | 510             |
| Chris Bosh        | 509             |
| Jonas Valančiūnas | 470             |
| Amir Johnson      | 451             |
| Andrea Bargnani   | 433             |
| Alvin Williams    | 417             |
| Fred VanVleet     | 417             |

| Rimbalzi presi    | Rimbalzi presi |
| Giocatore         | Rimbalzi       |
| ----------------- | -------------- |
| Chris Bosh        | 4.776          |
| Jonas Valančiūnas | 3.961          |
| Pascal Siakam     | 3.324          |
| Kyle Lowry        | 2.954          |
| Antonio Davis     | 2.839          |
| Amir Johnson      | 2.836          |
| DeMar DeRozan     | 2.739          |
| Andrea Bargnani   | 2.095          |
| Vince Carter      | 2.091          |
| Morris Peterson   | 2.064          |

| Kyle Lowry       | 4.277 |
| José Calderón    | 3.770 |
| Fred VanVleet    | 2.199 |
| DeMar DeRozan    | 2.078 |
| Pascal Siakam    | 1.846 |
| Alvin Williams   | 1.791 |
| Damon Stoudamire | 1.761 |
| Vince Carter     | 1.553 |
| Doug Christie    | 1.197 |
| Chris Bosh       | 1.115 |

| Palle recuperate | Palle recuperate |
| Giocatore        | Recuperi         |
| ---------------- | ---------------- |
| Kyle Lowry       | 873              |
| Doug Christie    | 664              |
| DeMar DeRozan    | 655              |
| Fred VanVleet    | 562              |
| Morris Peterson  | 552              |
| Vince Carter     | 534              |
| Alvin Williams   | 517              |
| OG Anunoby       | 487              |
| José Calderón    | 469              |
| Pascal Siakam    | 468              |

| Stoppate effettuate | Stoppate effettuate |
| Giocatore           | Stoppate            |
| ------------------- | ------------------- |
| Chris Bosh          | 600                 |
| Amir Johnson        | 480                 |
| Jonas Valančiūnas   | 479                 |
| Vince Carter        | 415                 |
| Antonio Davis       | 405                 |
| Andrea Bargnani     | 382                 |
| Marcus Camby        | 360                 |
| Chris Boucher       | 359                 |
| Pascal Siakam       | 317                 |
| Serge Ibaka         | 281                 |